# La Victoria de Acentejo
La Victoria de Acentejo ist eine Gemeinde mit 9.313 Einwohnern (Stand: 2024) im Norden der Kanareninsel Teneriffa.
Nachbargemeinden sind La Matanza de Acentejo im Nordosten, Candelaria im Osten, Südosten und Süden und Santa Úrsula im Süden, Südwesten und Westen.
Die Gemeinde La Victoria de Acentejo hat eine Ausdehnung von 17,93 km² auf einer durchschnittlichen Höhe von 360 m über dem Meeresspiegel.

## Geschichte
Auf dem Gebiet der heutigen Stadt La  Victoria besiegten die kastilischen Truppen am 25. Dezember 1495 in der 2. Schlacht von Acentejo die einheimischen Guanchen endgültig und benannten den neu gegründeten Ort nach ihrem Sieg. Im Mai 1494 waren sie auf dem Gebiet des heutigen Nachbarortes La Matanza de Acentejo in der 1. Schlacht von Acentejo vernichtend geschlagen worden.

## Einwohner
| Jahr | Einwohner | Bevölkerungsdichte  |
| ---- | --------- | ------------------- |
| 1991 | 7.435     |                     |
| 1996 | 7.678     |                     |
| 2001 | 7.920     | 440 Einwohner/km²   |
| 2002 | 8.152     |                     |
| 2003 | 8.235     | 448,8 Einwohner/km² |
| 2004 | 8,350     | 465,7 Einwohner/km² |
| 2005 | 8.393     |                     |
| 2014 | 9.026     | 503,4 Einwohner/km² |

## Verkehr
La Victoria de Acentejo ist mit Santa Cruz de Tenerife über die Nordautobahn TF-5 verbunden.